# کبرا (سرده)
کبراها یا کبراهای راستین (نام علمی: Naja) (به انگلیسی: True Cobras)، نام یک سرده از تیره کفچه‌ماران و نوعی مار کبری است.
این مارها سمی است و زیست‌بوم آن مناطق آفریقا، غرب آسیا، جنوب آسیا و جنوب شرق آسیا را در برمی‌گیرد.
نام این سرده، از کلمهٔ nāga که در زبان سانسکریت به معنی مار است، گرفته شده‌است.